# Burarra jezik
Burarra jezik (ISO 639-3: bvr), jezik burarranske podskupine kojim govori 700 ljudi (1996 popis) na Sjevernom teritoriju u Arnhem Landu, Australija. Klasificira se australskoj porodici Gunwinggu, unutra koje zajedno s jezicima djeebbana [djj], guragone [gge] i nakara [nck] čini burarransku podskupinu.
Jezik je poznat pod još brojnim drugim nazivima: anbarra, barera, bawera, burada, bureda, burera, gidjingaliya gujingalia, gujalabiya, gun-guragone, jikai, tchikai

## Vanjske poveznice
- Ethnologue (14th)
- Ethnologue (15th)